# Cichlocolaptes
A Cichlocolaptes a madarak (Aves) osztályának verébalakúak (Passeriformes) rendjébe és a fazekasmadár-félék (Furnariidae) családjába tartozó  nem .

## Rendszerezésük
A nemet Carl Reichenbach német botanikus és ornitológus írta le 1853-ban, besorolása vitatott, egy vagy két faj tartozik ide:
- Cichlocolaptes leucophrus
- Cichlocolaptes mazarbarnetti[1]

## Előfordulásuk
Az egyik faj Brazília keleti részén, az Atlanti-óceán parti sávjában honos. Természetes élőhelyei a  szubtrópusi vagy trópusi síkvidéki és hegyi esőerdők. A másik faj kihalt.

## Megjelenésük
Testhosszuk 23 centiméter körüli.